# Квемо Аркевані
Квемо Аркевані (груз. ქვემო არქევანი) — село в Грузії.
За даними перепису населення 2014 року в селі проживає 769 осіб.